# Iljas Kurkajew
Iljas Magomiedowicz Kurkajew (ros. Ильяс Магомедович Куркаев; ur. 18 stycznia 1994 w Bijsku) – rosyjski siatkarz grający na pozycji środkowego, reprezentant Rosji. Od sezonu 2016/2017 występuje w drużynie Lokomotiw Nowosybirsk.

## Sukcesy klubowe
Klubowe Mistrzostwa Świata:
- 2013

Mistrzostwo Rosji:
- 2020
- 2014
- 2017, 2021

## Sukcesy reprezentacyjne
Mistrzostwa Świata Juniorów:
- 2013[3]

Letnia Uniwersjada:
- 2015

Memoriał Huberta Jerzego Wagnera:
- 2018
- 2017

Mistrzostwa Europy:
- 2017

Liga Narodów:
- 2019

Igrzyska Olimpijskie:
- 2020

## Nagrody indywidualne
- 2013: Najlepszy środkowy Mistrzostw Świata Juniorów[4]
- 2017: Najlepszy środkowy Memoriału Huberta Jerzego Wagnera